# NK Krško
Nogometni klub Krško (tiếng Việt: Câu lạc bộ bóng đá Krško), thường hay gọi NK Krško hoặc đơn giản Krško, là một câu lạc bộ bóng đá Slovenia đến từ Krško thi đấu ở Giải bóng đá hạng nhì quốc gia Slovenia. Câu lạc bộ được thành lập năm 1922.

## Danh hiệu
First team
- Giải bóng đá hạng nhì quốc gia Slovenia: 1

2014-15
- Giải bóng đá hạng ba quốc gia Slovenia: 1

2001-02
- Giải bóng đá hạng tư quốc gia Slovenia: 1

1998-99
- MNZ Celje Cup: 5

2001-02, 2002-03, 2005-06, 2009-10, 2010-11
Đội dự bị
- Giải bóng đá hạng năm quốc gia Slovenia: 2

2010-11, 2012-13

## Lịch sử giải đấu kể từ năm 1991
| Mùa giải  | Giải vô địch         | Thứ hạng |
| --------- | -------------------- | -------- |
| 1991-92   | MNZ Celje (cấp độ 3) | thứ 3    |
| 1992-93   | MNZ Celje (cấp độ 4) | thứ 10   |
| 1993-94   | /                    | /        |
| 1994-95   | MNZ Celje (cấp độ 4) | thứ 4    |
| 1995-96   | MNZ Celje (cấp độ 4) | thứ 2    |
| 1996-97   | MNZ Celje (cấp độ 4) | thứ 2    |
| 1997-98   | MNZ Celje (cấp độ 4) | thứ 5    |
| 1998-99   | MNZ Celje (cấp độ 4) | thứ 1    |
| 1999-2000 | 3. SNL - Bắc         | thứ 7    |
| 2000-01   | 3. SNL - Bắc         | thứ 5    |
| 2001-02   | 3. SNL - Bắc         | thứ 1    |
| 2002-03   | 2. SNL               | thứ 13   |
| 2003-04   | 2. SNL               | thứ 7    |
| 2004-05   | 2. SNL               | thứ 10   |
| 2005-06   | 2. SNL               | thứ 5    |
| 2006-07   | 2. SNL               | thứ 3    |
| 2007-08   | 2. SNL               | thứ 6    |
| 2008-09   | 2. SNL               | thứ 6    |
| 2009-10   | 2. SNL               | thứ 8    |
| 2010-11   | 2. SNL               | thứ 8    |
| 2011-12   | 2. SNL               | thứ 6    |
| 2012-13   | 2. SNL               | thứ 4    |
| 2013-14   | 2. SNL               | thứ 7    |
| 2014-15   | 2. SNL               | thứ 1    |
| 2015-16   | 1. SNL               | thứ 6    |
| 2016-17   | 1. SNL               | thứ 8    |
| 2017-18   | 1. SNL               | thứ 7    |
| 2018-19   | 1. SNL               | thứ 10   |